# River (poker)

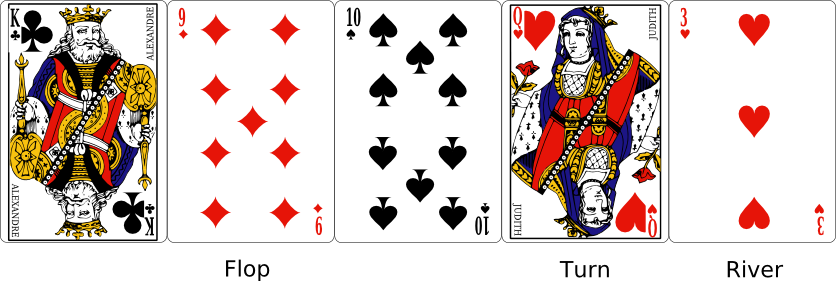
Voorbeeld van flop, turn en river.

In poker is de river de laatste speelkaart die door de spelers gebruikt kan worden om een goede hand te creëren. De river wordt gevolgd door een laatste inzetronde met daarna, indien nodig, de showdown. In Texas Hold 'em en Omaha Hold 'em is de river de vijfde en laatste community card, na de flop en de turn. In Seven-card stud is de river de laatste kaart die aan elke speler individueel wordt uitgedeeld hoewel deze kaart in sommige varianten wordt gespeeld als community card.
De river kan het spel beslissen in het voordeel van een speler die een bepaalde kaart nodig had om een betere hand te hebben dan de andere spelers. Iemand die de pot verliest door de river wordt in het Engels rivered genoemd (of drowned at the river). Het winnen van de ronde af laten hangen van de river wordt living by the river genoemd vanwege de gevaren die er bij betrokken zijn.

## Etimologie
De exacte herkomst van de term river is niet met zekerheid bekend. Een veelgenoemde verklaring is dat de term afkomstig is uit de 19e eeuw, toen poker werd gespeeld op zogenoemde riverboatcasino’s in de Verenigde Staten. Valsspelers die werden betrapt op het manipuleren van de vijfde kaart zouden overboord, de rivier in, zijn gezet. Een andere verklaring is dat de term verwijst naar het idee dat de laatste kaart de winstkansen van een speler kan “laten verdrinken”.